# Enmerkar i En-suhgir-ana
Enmerkar i En-suhgir-ana és un text de la literatura sumèria considerat una continuació de la narració titulada Enmerkar i el Senyor d'Aratta. És el segon llibre d'una sèrie de quatre que parlen dels enfrontaments entre Enmerkar, rei sumeri de la primera dinastia d'Uruk i els reis de la ciutat d'Aratta.
La primera d'aquestes narracions, no dona el nom del rei d'Aratta, i en aquesta és anomenat En-suhgir-ana o Ensuhkeshdanna. També apareix el primer ministre del rei d'Aratta, anomenat Ansigaria, i el d'Enmerkar, Namena-tuma. Enmerkar governa les ciutats d'Unug i de Kulaba, que després unificarà, fundant Uruk.
En-suhgir-ana pensa que ell té més drets per aconseguir els favors de la deessa Inanna i dicta un missatge al seu ambaixador perquè vagi a Unug a dir-li a Enmerkar que s'ha de sotmetre a l'autoritat d'Aratta perquè les seves relacions amb la deessa són més fortes i importants que la del rei d'Uruk. Enmerkar va respondre que la deessa es quedava amb ell al seu temple, i que ella no aniria més a Aratta, al menys durant deu anys. En-suhgir-ana va quedar perplex per la resposta i els seus consellers van dir-li que no provoqués més al rei d'Uruk. En-suhgir-ana va prometre que mai se sotmetria a Uruk encara que Aratta fos destruïda. Va arribar a Aratta el bruixot de la ciutat d'Hamazi, anomenat Urgirinuna, quan aquella ciutat va ser destruïda. Urgirinuna promet al primer ministre, Ansigaria, que pot fer que Enmerkar es sotmeti a Aratta. Ansigaria accepta i li dona or i plata, i el bruixot es dirigeix a Eresh, la ciutat de la deessa Nisaba, on d'alguna manera llença un conjur contra els ramats d'Enmerkar que deixen de produir llet.
Quan els pastors van veure que no els animals no donaven llet, van pregar a la deessa Uttu que els ajudés. A Eresh hi havia una dona sàvia anomenada Sagburu, que es va presentar davant d'Enmerkar i li va dir que podia vèncer al bruixot. El rei li va preguntar què faria, i ella va dir que tindria amb Urgirinuna un combat de màgia. S'enfronten a la vora del riu, i amb els ous de peix que llencen a l'aigua fan aparèixer diversos animals. Els de Sagburu vencen sempre als que Urgirinuna convoca, i finalment el bruixot reconeix que la dona sàvia l'ha guanyat. Li demana perdó, però ella el mata llençant-lo al riu Eufrates. En-suhgir-ana veu llavors que Enmerkar és el favorit d'Inanna i reconeix que no el podrà igualar mai. La resta del text està molt fragmentat i no es pot llegir.